# Zé Ramalho
José Ramalho Neto, més conegut com Zé Ramalho (Brejo do Cruz, 3 d'octubre de 1949), és un cantant, compositor i músic brasiler. L'octubre de 2008, la revista Rolling Stone va promoure la Llista dels Cent Majors Artistes de la Música Brasilera, classificant Zé Ramalho en la 41a posició. Pel costat patern, és cosí de la també cantant Elba Ramalho.

## Joventut

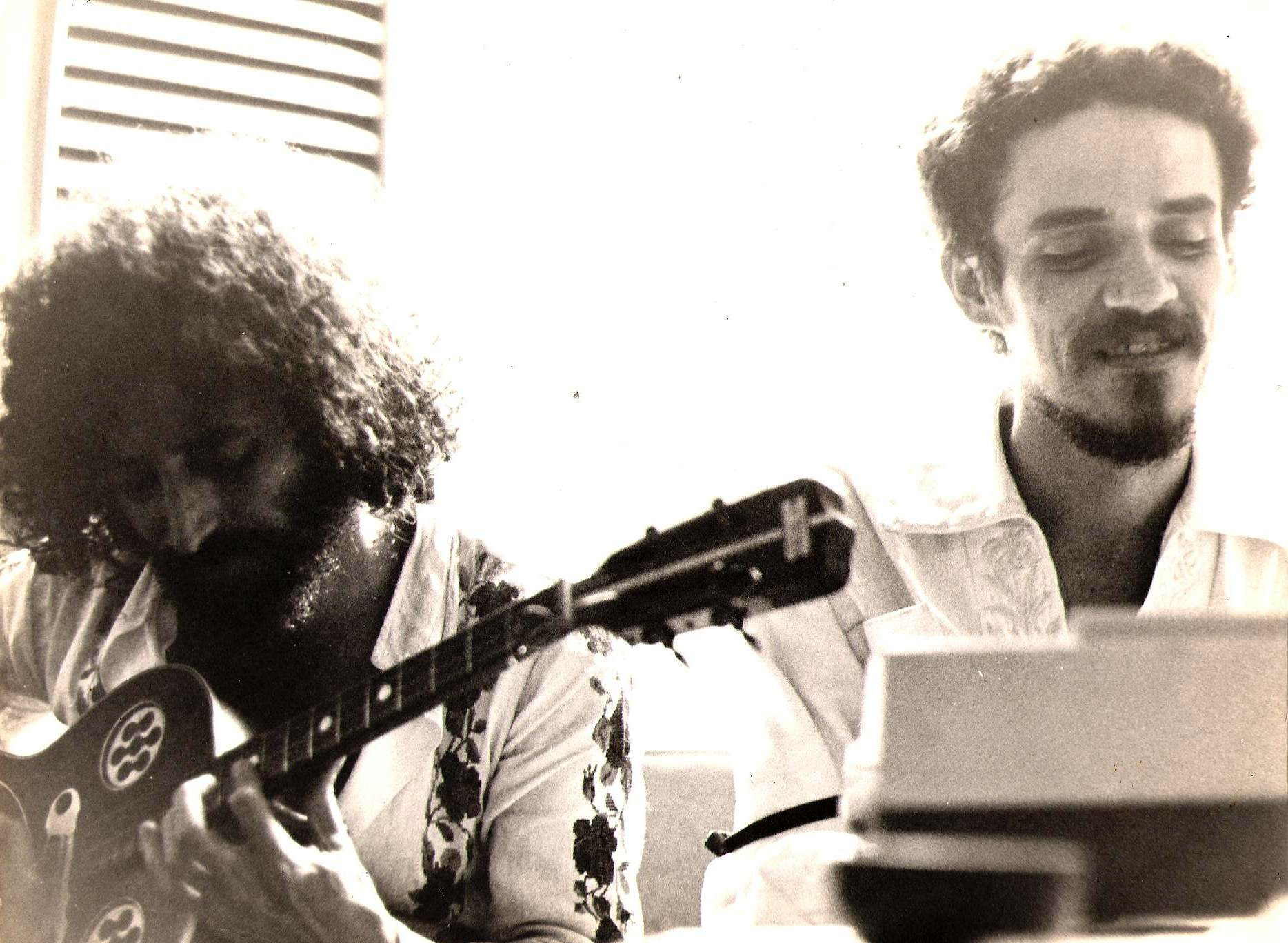
Zé Ramalho i Geraldo Azevedo, en foto dels anys 1970.

José Ramalho Neto va néixer el 3 d'octubre de 1949 al municipi de Brejo do Cruz, a l'interior de Paraíba, al Brasil, a 380 quilòmetres de la capital de l'estat, João Pessoa, fill de Estelita Torres Ramalho, una professora de l'educació primària, i Antônio de Pádua Pordeus Ramalho, un «seresteiro» (músic de «serestas», serenates brasileres). Quan tenia dos anys d'edat, el seu pare es va ofegar en un pantà, en el municipi de Teixeira, sertão de Paraíba, i va passar a ser criat pel seu avi. La relació entre els dos seria més tard homenatjada en la cançó "Avôhai". Després de passar la major part de la seva infància a Campina Grande, la seva família es va mudar a João Pessoa. Zé va ingressar en el curs de medicina de la Universitat Federal de Paraíba.
Així que la família s'establí a João Pessoa, Zé Ramalho participà d'algunes presentacions de la Jovem Guarda. En aquest període les seves influències foren Renato Barros, Leno i Lílian, Roberto Carlos, Erasmo Carlos, Golden Boys, Beatles, Rolling Stones, Pink Floyd i Bob Dylan.
En 1974, nasqué el seu primer fill amb Ízis, Christian.
Abans de compondre, Zé Ramalho escrivia versos de literatura de cordill, molt popular a la regió del Nord-est del Brasil.

## Carrera

### Els primers treballs: 1974-1975

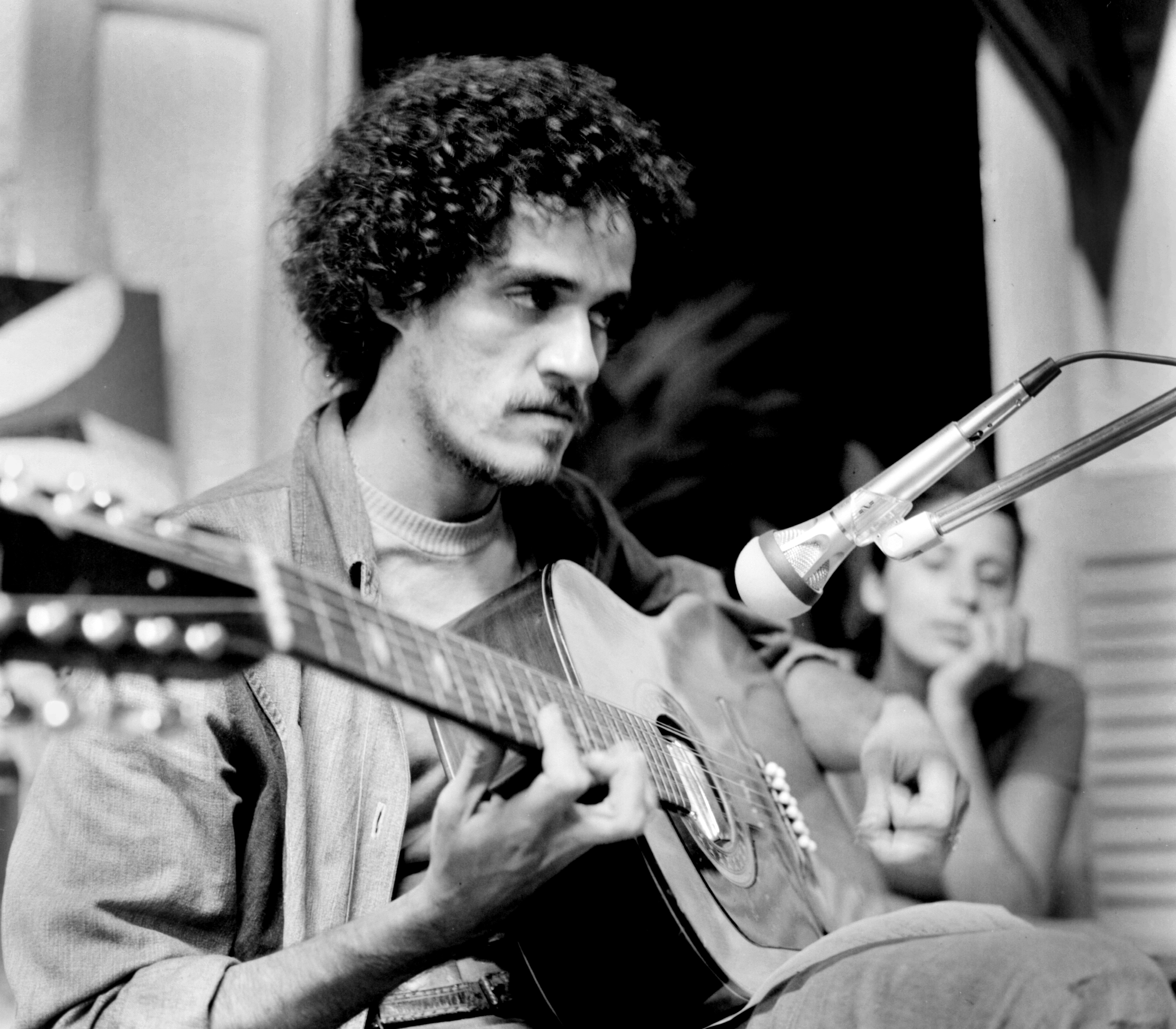
Zé Ramalho en el començament dels anys 1970

En 1974, va tocar en la banda sonora de la pel·lícula Nordeste: Cordel, Repente e Canção, de Tânia Quaresma. En aquella època, va passar a barrejar les seves influències: de Rock and roll a forró. Un any després, va gravar el seu primer àlbum, Paêbirú, amb Lula Côrtes en la fàbrica de discos Rozenblit.

### Començament de la carrera: 1975-1984
En 1976, va deixar el curs de medicina i es va mudar a Rio de Janeiro, on cercà una discogràfica per llançar el seu primer disc. Després de ser dispensat per diversos productors i executius, va trobar una oportunitat amb Jairo Pires, en aqulla època a la CBS. El 1977, va gravar el seu primer àlbum sòl, Zé Ramalho. L'any següent, va néixer el seu segon fill, Antônio Wilson.
El 1979, va venir el tercer fill, João, fruit de la seva relació amb la cantant Amelinha, i també el segon àlbum, A Peleja del Diabo com o Dono do Céu. Encara aquest any, produeix l'àlbum 20 Palavras ao redor do Sol, primer treball de Cátia de França. Es va mudar a Fortaleza el 1980, on va escriure el seu llibre Carne de Pescoço. El tercer àlbum A Terceira Lâmina, va ser llançat en 1981, any en què va néixer la seva primera filla, Maria Maria; poc després, va venir el quart disc, Força Verde, el 1982.
El 1983, després del llançament del cinquè àlbum, Orquídea Negra, va acabar la seva relació amb Amelinha Collares. Després de gravar Pra Não dizer que Não falei de Rock, en l'inici de l'any de 1984, es va casar amb Roberta Ramalho, amb qui és casat fins avui.

### Pèrdua de popularitat: 1985-1990
En els anys 80 la carrera de Zé Ramalho ensopegà amb una pèrdua de popularitat, coincidint amb el llançament dels àlbums De Gosto de Água e de Amigos (1985), Opus Visionário (1986) i Décimas de um Cantador (1987). Una possible causa d'aquesta fase mancada d'èxit seria l'ús de l'experimentalisme en la seva música. Ambtot, en els anys 1990 i 1991, va actuar als Estats Units per un públic brasiler.

### El retorn de l'èxit: 1991-2001

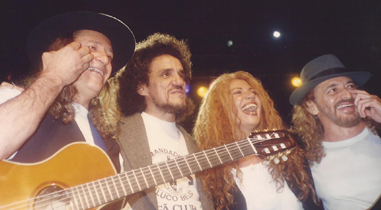
Foto del showO Grande Encontro, en 1996.

El 1991 va morir la seva única germana, Goretti. Així i tot, va gravar el seu onzè àlbum, Brasil Nordeste (que contenia versions de músiques típiques nordestinas) i va tornar als seus temps d'èxit. La cançó "Entre a Serpente e a Estrela" va ser utilitzada en la banda sonora de la novel·la Pedra Sobre Pedra. El 1992, va tenir el seu cinquè fill, José, (el primer amb Roberta), fet que va ser seguit pel llançament de l'àlbum <i>Frevoador</i>. El 1995, va néixer la segona filla: Linda.
El 1996, va gravar l'àlbum en viu O Grande Encontro amb Elba Ramalho i altres músics de renom de la MPB com Alceu Valença i Geraldo Azevedo. El mateix any, va llançar l'àlbum Cidades e Lendas.
L'èxit de O Grande Encontro va ser prou gran per a que Zé Ramalho decidís gravar una nova versió d'estudi el 1997, aquesta vegada sense Alceu Valença. L'àlbum va vendre més de 300.000 còpies, rebent els certificats d'or i platí.
Per celebrar els seus vint anys de carrera, va llançar el CD Antologia Acústica. La gravadora Sony Music també va llançar una box set amb tres discos: un de rareses, un de duets i un altre d'èxits. L'escriptora brasilera Luciane Alves va llançar el llibre Zé Ramalho – un Visionari del segle XX.
Abans de la fi del mil·lenni, un altre èxit Admirable Gado Novo (primerament llançat en l'àlbum A Peleja del Diabo com o Dono do Céu) va ser utilitzat com tema del líder del Moviment Sense Terra Regino, personatge emblemàtic de Jackson Antunes en la novel·la O Rei do Gado. Zé Ramalho també va llançar l'àlbum Eu Sou Todos Nós seguit del Nação Nordestina, sent que en aquest últim la música nordestina va ser novament explorada. L'àlbum va ser nominat al Grammy Llatí al Millor Àlbum de Música Regional o d'Origen Brasiler.

### El tercer mil·lenni: 2001- present

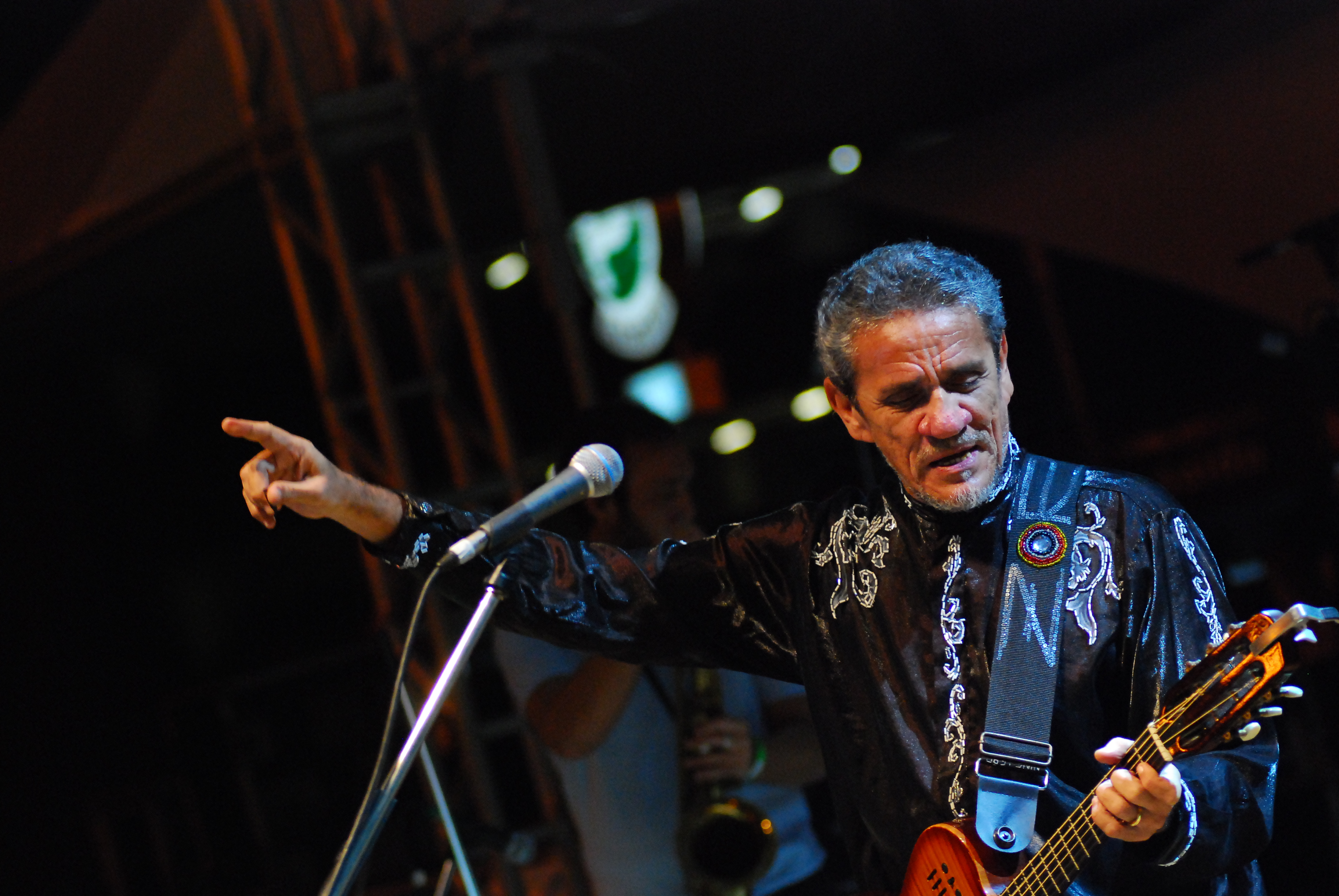
Zé Ramalho a São Paulo, el 2008.

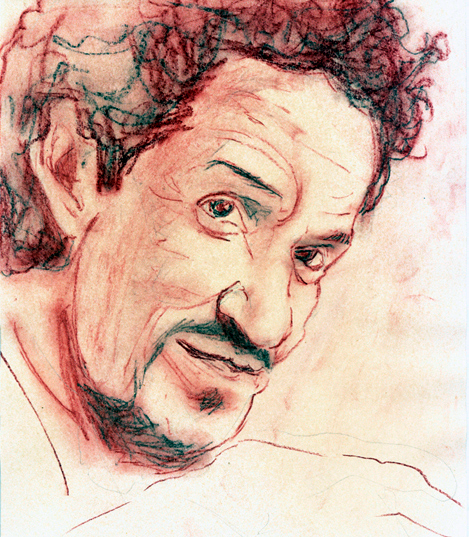
Zé Ramalho, retratat en il·lustració de 2003.

El primer treball del segle XXI va ser l'àlbum tribut Zé Ramalho Canta Raul Seixas, amb noves versions de cançons del músic de Bahia. Va dividir l'escenari amb Elba Ramalho en el Rock in Rio III. El 2002, a Som Livre llança un CD de grans èxits anomenat Perfil. També el 2002, va venir el dissetè àlbum, O Gosto da Criação.
El 2003 va llançar Estação Brasil, un àlbum amb diverses versions de cançons brasileres.
El 2005, va gravar el seu únic àlbum sòl en viu, Zé Ramalho ao vivo. Fou seguit per un àlbum de cançons inèdites Sociedade dos Viajantes, publicat el 2007 i nominat al Grammy Llatí al Millor Àlbum de Música Popular Brasilera.
El 2008, un àlbum de rereses anomenat Zé Ramalho de Paraíba va ser llançat per la Discoberta, seguit d'un nou àlbum de covers Zé Ramalho Canta Bob Dylan - Tá Tudo Mudando, homenatjant el músic americà.
El 2009, un nou àlbum de covers Zé Ramalho Canta Luiz Gonzaga va ser llançat per homenatjar el músic pernambucà.
El 2010, va continuar homenatjant les seves influències amb l'àlbum Zé Ramalho Canta Jackson do Pandeiro.
El seu treball més recent de covers és l'àlbum Zé Ramalho Canta Beatles, llançat l'agost de 2011, amb versions de Fab Four. És el seu quart àlbum de covers en tres anys.
El 2012, va llançar el seu primer disc de cançons inèdites en cinc anys, Senais dos Tempos, per mitjà de la seva nova gravadora pròpia, Avôhai Music.
El 22 de setembre de 2013, va tocar al costat de la banda de metall Sepultura en l'escenari Sunset del Rock in Rio 2013, en l'espectacle que va ser anomenat "Zépultura". El xou va ser bastant elogiat per la crítica, i va agradar al públic present. Cal fer esment que aquesta societat ja s'havia donat anteriorment, quan van gravar junts la cançó "A Dança das Borboletas" que va formar part de la banda sonora de la pel·lícula Lisbela e o Prisoneiro (2003).
El novembre de 2014, Zé va llançar un àlbum en viu en col·laboració amb el cantant i violinista Fagner, titulat Fagner & Zé Ramalho Ao vivo.
L'any de 2017, llança Atlântida, àlbum que recupera un xou de 1974, quatre anys abans que Zé Ramalho es tornés conegut. El 2019, edita el CD Cine Show Madureira (1979), en societat amb el segell Discobertas, de Marcelo Froés.

## Discografia

### Àlbums d'estudi
- 1975 - Zé Ramalho e Lula Côrtes / Paêbirú: Caminho da Montanha do Sol - (Solar/Rozenblit)
- 1978 - Zé Ramalho - (Epic/CBS)
- 1979 - A Peleja do Diabo com o Dono do Céu - (Epic/CBS)
- 1981 - A Terceira Lâmina - (Epic/CBS)
- 1982 - Força Verde - (Epic/CBS)
- 1983 - Orquídea Negra - (Epic/CBS)
- 1984 - Por Aquelas Que Foram Bem Amadas ou Pra não dizer que não falei de Rock - (Epic/CBS)
- 1985 - De Gosto de Água e de Amigos - (Epic/CBS)
- 1986 - Opus Visionário - (Epic/CBS)
- 1987 - Décimas de um Cantador - (Epic/CBS)
- 1992 - Frevoador - (Columbia/Sony Music)
- 1996 - Cidades e Lendas - (BMG)
- 1997 - 20 Anos: Antologia Acústica - (BMG)
- 1998 - Eu Sou Todos Nós - (BMG)
- 2002 - O Gosto da Criação - (BMG)
- 2003 - Estação Brasil - (BMG)
- 2007 - Parceria dos Viajantes - (Sony/BMG)
- 2008 - Zé Ramalho da Paraíba - (Discobertas/Coqueiro Verde)
- 2012 - Sinais dos Tempos - (Avôhai Music)
- 2022 - Ateu psicodélico - (Avôhai Music)

### Recopilacions
- 2002 - Perfil
- 2007 - Zé Ramalho em foco

### Tributs
- 1991 - Brasil Nordeste - (Columbia/Sony Music)
- 2000 - Nação Nordestina - (BMG)
- 2001 - Zé Ramalho Canta Raul Seixas - (BMG)
- 2008 - Zé Ramalho Canta Bob Dylan - Tá Tudo Mudando - (EMI)
- 2009 - Zé Ramalho Canta Luiz Gonzaga - (Discobertas/Sony)
- 2010 - Zé Ramalho Canta Jackson do Pandeiro - (Discobertas/Sony)
- 2011 - Zé Ramalho Canta Beatles - (Discobertas/Sony)

### En directe
- 2005 - Zé Ramalho ao vivo - (Sony/BMG)
- 2014 - Fagner & Zé Ramalho ao vivo - (Sony Music)
- 2016 - Zé Ramalho Simfònic - Ao vivo - (Avôhai Music/Discobertas)[18]
- 2018 - Zé Ramalho na Paraíba - (Avôhai Music/Discobertas)

### Recopilatoris
- 1996 - 20 Anos de Carreira (Sony Music)
- 2003 - Zé Ramalho (Sony Music)
- 2010 - A Caixa de Pandora - (Sony Music)
- 2016 - Voz e Violão - 40 Anys de Música - (Avôhai Music/Discobertas)[19]
- 2017 - Zé Ramalho Anos 70 (Avôhai Music/Discobertas)

### Col·laboracions
- Lordose pra leão - os pássaros não calçam rua
- Jorge Cabeleira - Jorge Cabeleira e o dia em que seremos todos inúteis
- Roberta de Recife - Nordestina
- Ricardo Vilas e amigos - Bem Brasil
- Waldonys - aprendi com o Rei vol.2
- Renato e seus Blue Caps - Renato e seus Blue Caps (1981)
- João do Vale - João do Vale (1981)
- Vários Artistas - Pirlimpimpim com a música Os Doze Trabalhos de Hércules (1982)
- Segredo de Estado - Segredo de Estado (1992)
- Glorinha Gadelha - tudo que ilumina (1993)
- Dorival Caymmi - Songbook Dorival Caymmi vol. 4 (1993)
- João Batista do Vale - João Batista do Vale (1994)
- Vários Artistas - Viva Gonzagão! É forró, é xote, é baião (1994)
- Jorge Mautner - Bomba de estrelas (1995)
- Zé Ramalho, Geraldo Azevedo, Alceu Valença e Elba Ramalho - O grande encontro (1996)
- Xuxa - Arraiá da Xuxa (1997)
- Dominguinhos & Vários Artistas - Dominguinhos e convidados cantam Luiz Gonzaga (1997)
- Falcão - A Um Passo da MPB (1997)
- Boca Livre - Boca Livre, 20 anos - convida (1997)
- André Luiz Oliveira - Mensagem de Fernando Pessoa (1997)
- Zé Ramalho, Geraldo Azevedo e Elba Ramalho - O grande encontro 2 (1997)
- Vários Artistas - Casa do forró - ao vivo (1998)
- Geraldo Azevedo - Raízes e Frutos (1998)
- Fagner - Amigos e Canções (1998)
- Alcymar Monteiro - Festa Brasileira (1999)
- Elba Ramalho - Solar (1999)
- Zeca Baleiro - Vô imbolá (1999)
- Marinês - Marinês & sua gente - 50 anos de forró (1999)
- Vários Artistas - Jackson do Pandeiro - revisto e sampleado (1999)
- Vários Artistas - O submarino verde e amarelo (2000)
- Vários Artistas - Reiginaldo Rossi - um tributo (2000)
- Vários Artistas - O melhor do forró no maior São João do mundo (2000)
- Zé Ramalho, Elba Ramalho, Geraldo Azevedo - O Grande Encontro 3 - ao vivo (2000)
- Vários Artistas - Forró Força Livre - vol 3 (2001)
- Vários Artistas - John Lennon - uma homenagem (2001)
- Gonzaguinha & Vários Artistas - Duetos com Mestre Lua (2001)
- Rastapé - Até o Dia Clarear (2002)
- Vários Artistas - Forró da feira 2 (2002)
- Vários Artistas - Lisbela e o Prisioneiro (Trilha Sonora) (2003)
- Jota Quest - Oxigênio (2003)
- Paulo Cesar Barros & Vários Artistas - Estrada (2004)
- Vários Artistas - Um barzinho, um violão - ao vivo (2004)
- Chitãozinho & Xororó - Aqui o Sistema é Bruto (2004)
- Léo e Bia - Léo e Bia 1973 - edição especial (2005)
- Os Paralamas do Sucesso - Brasil Afora (2009)
- Capim Cubano - Ao Vivo em João Pessoa - PB (2009)
- Andreas Kisser - Hubris I & II (faixa "Em Busca do Ouro") (2009)
- Vários Artistas - O Bem Amado (Trilha Sonora) (2010)
- Paula Fernandes - Meus Encantos (2012)
- Paula Fernandes - Encontros pelo Caminho (2014)

### DVD
- 2001 - Zé Ramalho Canta Raul Seixas: Ao vivo
- 2005 - Zé Ramalho ao vivo
- 2007 - Societat dos Viajantes
- 2008 - Zé Ramalho Canta Bob Dylan - Tá Tudo Mudando
- 2009 - Zé Ramalho - O Herdeiro de Avohai - documentari
- 2014 - Fagner & Zé Ramalho Ao vivo
- 2018 - Zé Ramalho na Paraíba